# Fossil
Fossil是一个分布式版本控制系统、缺陷跟踪管理系统以及在软件开发中使用的wiki软件服务器，它由D.理查德·希普创建。

## 功能
Fossil是一个跨平台服务器，可以运行于Linux、BSD衍生系统、MacOS和Windows等各种平台。它能够提供分布式版本控制、问题跟踪、wiki服务和博客。该软件有一个内置的网络接口，这降低了项目跟踪的复杂性，并提升了状态意识。用户可以简单地键入“fossil ui”，Fossil就会自动在用户的网页浏览器中打开一个网页，提供详细历史和状态信息。
因为是分布式的，Fossil不需要中央服务器，尽管使用中央服务器可以使协作变得更容易。
内容是使用SQLite数据库存储的，因此事务是原子的，即使是因掉电或宕机而中断。
Fossil是自由软件，遵循BSD许可证发布。（由先前的GPL再许可）

## 应用
SQLite项目使用Fossil来进行版本控制，而它本身又是Fossil的一个组件。SQLite是2009年9月由CVS转而使用Fossil作版本控制的。
使用Fossil的其它一些项目的例子：
- Tcl/Tk项目
- 汪汪（英语：Woof (software)）
- Dragora GNU/Linux-Libre（英语：Dragora GNU/Linux-Libre）

## 源代码托管
以下网站为Fossil代码库提供免费源码托管服务：
- Chisel（页面存档备份，存于）。原网站所有者詹姆斯·特纳（James Turner）宣布，该网站将于2013年5月1日停止运作。[6]在2013年5月1日域名所有权转移之后，它得以继续运作。[7]
- SourceForge（非官方的、通过网页的托管服务[8]）

## 扩展阅读
- Schimpf, Jim.  [Fossil版本控制——用户指南] (PDF) 2.0. 2013-03  [2013-11-11]. （原始内容存档 (PDF)于2013-06-22） （英语）.